# Сёке, Каталин
Каталин Сёке (венг. Szőke Katalin; 17 августа 1935 — 27 октября 2017) — венгерская пловчиха, победительница нескольких чемпионатов Венгрии, Чемпионата Европы 1954 года в Турине и Летних Олимпийских игр 1952 года в Хельсинки.

## Биография
Родилась в семье Мартона Хомоннаи, дважды олимпийского чемпиона по водному поло.
После Второй Мировой войны Хомоннаи, бывший в войну полицейским и членом поддерживавшей нацистов Партии скрещённых стрел, бежал от преследования в Аргентину, где и остался до конца жизни в 1969 году. Каталин же осталась с матерью в Венгрии и впоследствии взяла её девичью фамилию, чтобы скрыть родство с отцом.
Участвовала в Летних олимпийских играх 1952 года в Хельсинки (Финляндия), завоевав золотые медали в заплыве на 100 метров и эстафете  4 × 100 метров вольным стилем. Впоследствии повторила свой успех в тех же видах на чемпионате Европы в 1954 году, поставив четыре мировых рекорда. Участвовала в тех же дисциплинах на Олимпийских играх 1956 года, но неудачно.
Была замужем за олимпийским ватерполистом Кальманом Марковицем, впоследствии развелась с ним и вышла за его коллегу Арпада Домьяна (Domján). В 1956 году эмигрировала вместе с мужем в США, где пара взяла фамилию Домьян (Domyan) и в конечном итоге осела в Лос-Анджелесе, где Каталин работала в банковском и модельном бизнесе. Сын Каталин Сёке, Брайен Домьян, также сделал спортивную карьеру, став баскетболистом.
В 1985 году была введена в Зал славы мирового плавания